# Valdemoro-Sierra
Valdemoro-Sierra è un comune spagnolo di 119 abitanti situato nella comunità autonoma di Castiglia-La Mancia.